# Artigues-près-Bordeaux
Artigues-près-Bordeaux is een gemeente in het Franse departement Gironde (regio Nouvelle-Aquitaine). De plaats maakt deel uit van het samenwerkingsverband Bordeaux Métropole en het arrondissement Bordeaux. Artigues-près-Bordeaux telde op 1 januari 2022 8.623 inwoners.

## Geografie
De oppervlakte van Artigues-près-Bordeaux bedroeg op 1 januari 2022 7,28 vierkante kilometer; de bevolkingsdichtheid was toen 1.184,5 inwoners per km².

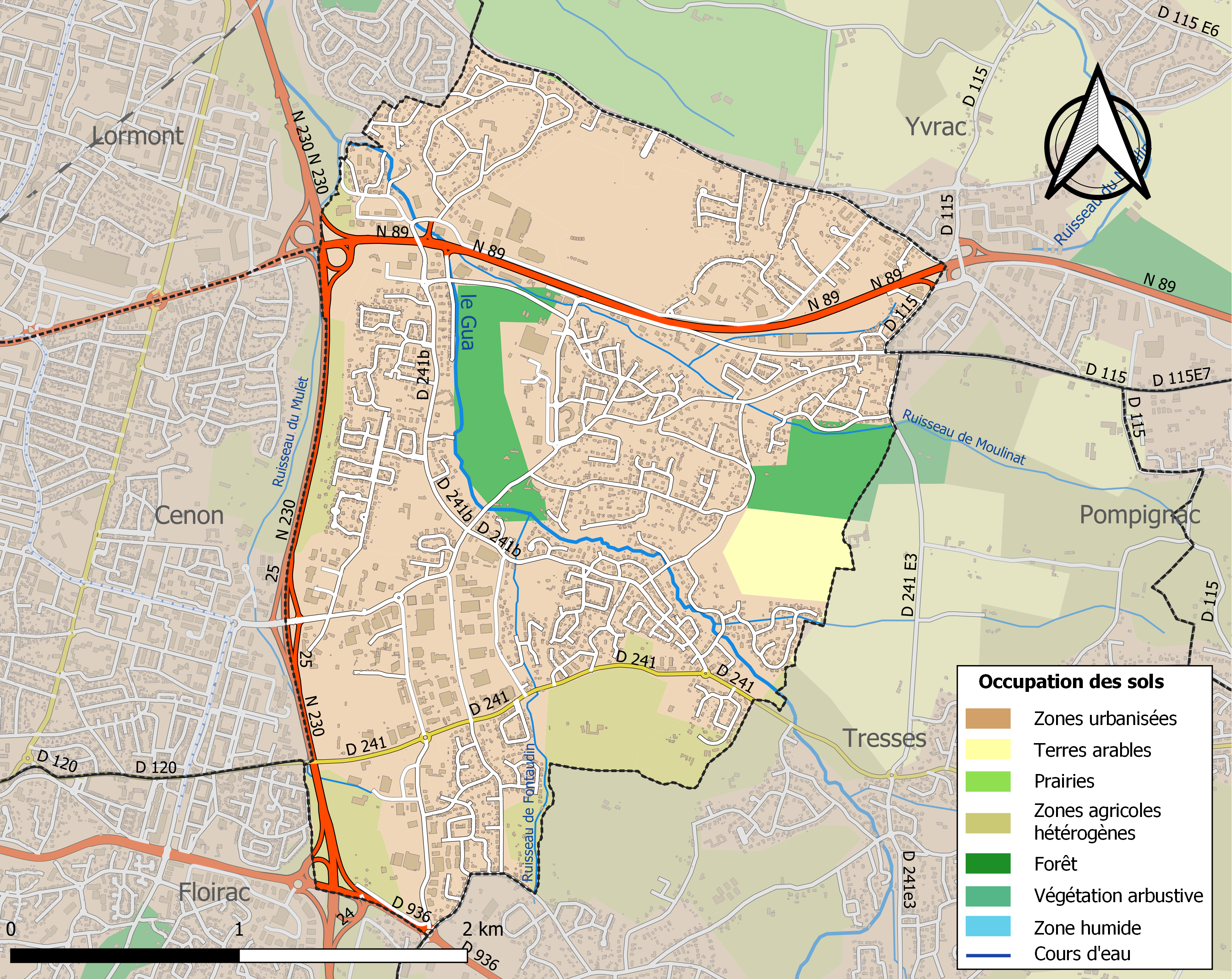
Kaart van de gemeente met belangrijkste infrastructuur, bodemgebruik en omliggende gemeenten

## Demografie
Onderstaande figuur toont het verloop van het inwonertal (bron: INSEE-tellingen).